# Lukup Sabun Timur
Lukup Sabun Timur is een bestuurslaag in het regentschap Aceh Tengah van de provincie Atjeh, Indonesië. Lukup Sabun Timur telt 288 inwoners (volkstelling 2010).